# Astraea (plante)
Pour les articles homonymes, voir Astraea.
Genre
Classification GRIN
Astraea est un genre de plantes à fleurs américain de la famille des Euphorbiaceae.

## Description

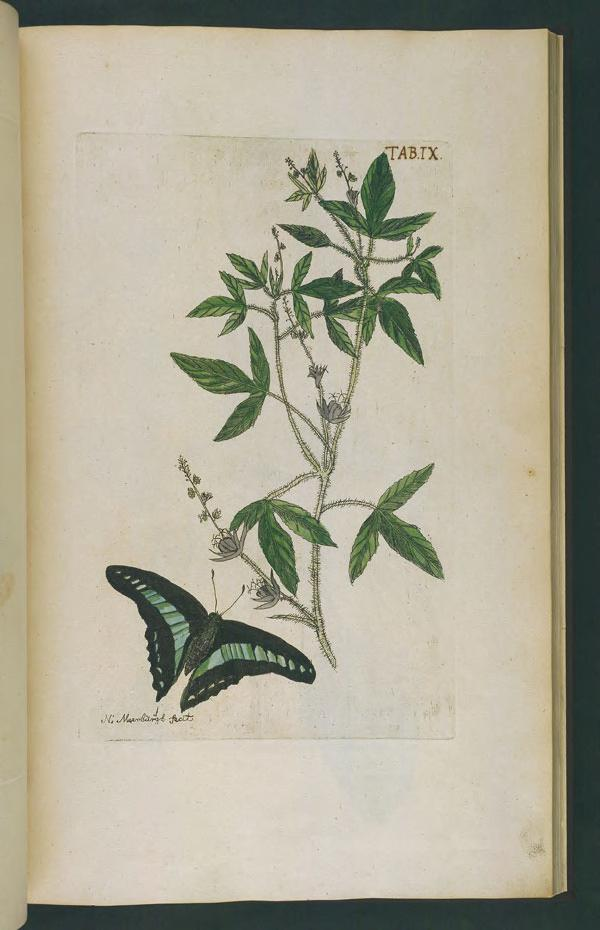
Illustration botanique de Astraea lobata.

Ce sont, selon les espèces, des herbacées, des sous-arbrisseaux ou des arbrisseaux, annuels ou vivaces, monoïques, à poils non ramifiés et stellaires, à latex incolore. Les feuilles sont alternes, simples ou composées palmées, à stipules persistantes, à pétiole présent, à glandes présentes à l'apex ; le limbe foliaire est non lobé ou lobé palmairement, à marges dentelées ou entières, sans glandes laminaires ; la nervation est palmée à la base, pennée distalement.
Les inflorescences sont bisexuées (les fleurs pistillées sont proximales, les staminées sont distales), terminales, en racèmes ou thyrses ; des glandes sous-tendent chaque bractée. Des pédicelles sont présents. Les fleurs staminées ont cinq sépales imbriqués et distincts ; cinq pétales, distincts, blancs à roses ; le nectaire est extrastaminal, à cinq glandes ; il y a entre huit et quinze étamines, infléchies dans le bourgeon, distinctes ; il n'y a pas de pistillode. Les fleurs pistillées ont cinq à sept sépales, généralement ne se touchant pas dans le bourgeon, connectées à la base ; il n'y a pas de pétale ; le nectaire possède cinq glandes ; le pistil contient trois carpelles ; les trois styles sont connectés à la base, ou distincts, multifides. Les fruits sont des capsules contenant des graines oblongues-rectangulaires, avec une caroncule présente.

## Répartition
Ce genre regroupe treize espèces toutes originaires d'Amérique centrale et du Sud. C'est dans le sud-est du Brésil que l'on trouve la plus grande diversité d'Astraea. Certaines espèces ont été introduites en Afrique, sur la Péninsule arabique et en Inde.

## Systématique
Le nom correct complet (avec auteur) de ce taxon est Astraea Klotzsch, 1841. L'espèce type est Astraea lobata, dont le nom a été publié en 1841 par le botaniste prussien Johann Friedrich Klotzsch. Astraea est un synonyme possible de Croton L., 1753 et a été traité comme une section de Croton par Webster en 1993. Cependant, la phylogénie moléculaire de Berry et al. (2005) a montré que Astraea constitue une lignée distincte de Croton. Les caractères morphologiques qui soutiennent cette séparation sont la présence de graines nettement rectangulaires, de feuilles souvent profondément lobées et le mélange de poils simples et stellaires.
Astraea a pour synonyme :
- Schradera

## Liste des espèces
Selon Plants of the World online (POWO) (18 novembre 2023) :
- Astraea cincta (Müll.Arg.) Caruzo & Cordeiro
- Astraea comosa (Müll.Arg.) B.W.van Ee
- Astraea digitata (Müll.Arg.) O.L.M.Silva & Cordeiro
- Astraea gracilis (Müll.Arg.) O.L.M.Silva & Cordeiro
- Astraea jatropha (Müll.Arg.) B.W.van Ee
- Astraea lobata (L.) Klotzsch
- Astraea macroura (Mart. ex Colla) P.L.R.Moraes, De Smedt & Guglielmone
- Astraea manihot (Müll.Arg.) O.L.M.Silva & Cordeiro
- Astraea paulina Didr.
- Astraea praetervisa (Müll.Arg.) P.E.Berry
- Astraea subcomosa (Müll.Arg.) Caruzo
- Astraea surinamensis (Miq.) O.L.M.Silva & Cordeiro
- Astraea trilobata (Forssk.) O.L.M.Silva & Cordeiro